# 죠죠의 스탠드
스탠드(일본어: スタンド, 영어: Stand)는 일본만화 《죠죠의 기묘한 모험》에서 초자연적인 능력을 가리키는 용어다. 정신이 구현되어 생긴다는 설정이며 죠죠의 기묘한 모험을 상징하는 요소 중 하나이다. 3부부터 사용되었으며, 1, 2부에서는 다가올 기둥 속 사내와 흡혈귀 에 대적하기 위해 파문을 썼다.

## 스탠드
스탠드를 얻는 방법으로는 여러 가지 방법이 있다. 그 중 하나가 바로 '스탠드 구현의 화살'이라는 아티팩트를 사용하는 것이다. 화살에 찔린 사람에게 스탠드의 재능이 있다면 찔린 상처가 머지 않아 회복되고 스탠드가 발현하지만, 스탠드에 재능이 없는 사람이 찔릴 경우 죽어버린다는 단점이 있다. 또 다른 방법으로는 6부의 엔리코 푸치 신부의 스탠드, 화이트 스네이크의 능력을 통해 스탠드 유저의 '스탠드 디스크'를 훔쳐내어 다른 사람에게 삽입하는 것이 있다. 훔쳐낸 스탠드와 적성이 잘 맞는 사람이라면 본래의 위력보다 더한 위력을 낼 수 있다. 하지만 이 방법 또한 단점이 있다. 훔쳐낸 스탠드를 다룰 수 있는 능력이 되지 않는 사람이 디스크를 사용했을 경우 스탠드 능력이 생기지 않고 튕겨나간다. 그리고 7부에선 '악마의 손바닥'이라는 특수한 지형이 곳곳에 나타나는데, 스탠드 재능이 있는 사람이라면 이곳에서 스탠드를 얻을 수 있다. 또한, 유체(유해)를 통하여 스탠드가 발현되기도 한다. 8부에서 '벽의 눈'이라는 장소에 있으면 스탠드가 발현된다.
스탠드가 업그레이드 되기도 하는데 그 예가 엔리코 푸치 신부로 그의 스탠드가 최초에는 화이트 스네이크를 갖고 있었으나 이를 녹색의 아기와 합쳐서 C-MOON으로 업그레이드시키고 메이드 인 헤븐으로 스탠드를 업그레이드 했다. 또 스탠드 자체의 능력이 아무리 좋아도 잘 써먹지 못하면 의미가 없다.
즉 아무리 약한 스탠드라도 잘 활용하면 강해질 수 있다는 것이다(그러나 펄잼과 같이 애초에 공격력이 존재하진 않는 스탠드로는 상대에게 이길 확률을 0이라고 봐도 무방하다).  그리고 다른 방법은 이미 스탠드가 있는 상황에서 스탠드에게 화살을 꽃아 '레퀴엠'이라는 형태를 이룰수 있다. 그 대표적인 예로는 죠르노 죠바나의'골드 익스피리언스 레퀴엠'과 장 피에르 폴나레프의 '실버 채리엇 레퀴엠'이다. 또, 정확히 어떤 능력인지 밝혀진게 없으나, 스탠드가 아닌 스탠드 술사가 화살에 직접 찔려 새로운 능력이 발동한 캐이스인 '킬러퀸: 바이츠 더 더스트'가 있다.

## 능력
스탠드 술사들은 스탠드를 통해 물 속에서 대화하는 것이 가능하다.

## 스탠드의 능력치
스탠드의 능력치는 8가지의 항목으로 나뉘고,[없음(이 없음은 측정 불가다),무한, A, B, C, D, E, 없음]의 등급으로 평가된다. 여기서 C는 일반인과 동급으로 여겨진다
스탠드의 능력치는 다음과 같다.
- 파워: 스탠드 자체가 지닌 물리적 힘, 또는 파괴력을 의미한다.

A : 손으로 다이아몬드를 으깰 수 있는 수준
B : 강철구조물을 부술 수 있는 수준
C : 굉장히 단련된 일반인 수준
D : 나무젓가락을 부러뜨릴 수 있는 수준
E : 완력이 빈약함
- 스피드: 스탠드가 움직일 수 있는 속도를 의미한다.

A : 총알이 날아가는 속도(초음속)
B : 고속자동차가 달리는 속도
C : 달리기 선수가 달리는 속도
D : 거북이가 움직이는 속도
E : 달팽이가 움직이는 속도
- 사정거리: 스탠드 능력을 발휘할 수 있는 거리, 다시 말해 스탠드의 능력이 적용되는 거리를 의미한다.[6]

A : 전세계
B : 10m~1km(이상)
C : 2m~10m
D : 1m~2m
E : 거의 없음(물론 변수는 있다)
없음 : 본체에 닿아야만 발동
- 지속력: 스탠드 능력이 지속될 수 있는 시간을 의미한다.[7]

A : 거의 영구적
B : 1년 이상
C : 1주일
D : 1일
E : 5분도 안됨
- 정밀동작성: 스탠드를 정밀하게 움직일 수 있는 정도를 의미한다.

A : 기계이상
B : 기계와 인간 그 사이
C : 일반인 수준
D : 조금 투박함
E :ㆍ너무 투박해서 조절이 불가능
- 성장성: 스탠드의 발전 가능성을 의미한다.

A : 새 능력 취득, 변형(Act형태)
B : 중학생 사춘기 정도
C : 일반인 수준
D : 거의 성장하지 않음
E : 성장성 없음

### 예외
물론 모든 스탠드에는 예외가있다.
능력치가 높을수록 강력한 스탠드라고 할 수 있다. 하지만 3부의 '크림', 5부의 '골드 익스피리언스'와 같이 능력치는 높은 편이 아니지만 스탠드 능력을 잘 활용하여 큰 활약을 펼치는 스탠드가 다수 있고, 같은 등급의 능력치를 가져도 위력에 차이가 있는 경우도 많다. 그리고 '타워 오브 그레이' 같은 스피드 A중에서도 높은 엄청 빠른 속도로 파괴력이 낮아도 사람을 손쉽게 죽일수 있는 스탠드들이 있다..그래서 작중에서 묘사될 때 원래 표시된 능력치와는 모순되는 것처럼 보이는 경우가 있다. 능력치는 스탠드 유저의 정신력에 따라 상승하거나 하락한다. 다만 레퀴엠 사용시에는 이 기준을 벗어나 능력치가 측정이 불가능한 수준으로 올라간다

## 스탠드의 종류
스탠드의 종류는 스탠드의 외관이나 전투 성향 등을 통해 나뉜다.
스탠드의 종류는 다음과 같다.
- 근거리 파워형: 사정거리가 짧아 가까운 거리에서밖에 스탠드 파워를 사용할 수 없지만 그만큼 강력한 파워를 지닌 스탠드들이 이 부류에 속한다. 주인공들의 스탠드들은 대부분 근거리 파워형이며, 다른 스탠드들 중에서도 근거리 파워형이 다수를 차지한다. 대표적인 예로는 '더 월드', '스타 플래티나', '크레이지 다이아몬드','골드 익스피리언스(레퀴엠)' 등이 있다.

- 원거리형: 근거리 파워형 스탠드와는 다르게 긴 사정거리를 가지고 있어 스탠드 유저로부터 멀리 떨어진 상태에서 행동할 수 있는 스탠드들이 이 부류에 속한다. 하지만 본체로부터 멀리 떨어진다고는 해도 본체의 명령에 따라 움직이며, 사정거리 이상으로 떨어질수록 힘이 약해진다.대표적인 예로는 '하이에로펀트 그린' '에어로스미스'등이 있다.

- 자동추적형: 자동적으로 적을 추적할 수 있는 스탠드들이 이 부류에 속한다. 본체가 멀리 떨어져 있는 상태에서도 움직이게 할 수는 있으나 움직임이 단순하고, 특정 조건 하에서만 움직이기 때문에 머리를 쓰면 쉽게 차단할 수 있다는 단점이 있다. 본체가 직접 움직일 수 없는 대신 스탠드의 능력치는 평균적으로 높은 편에 속하고, 자동추적형 스탠드는 설령 파괴된다 하더라도 본체에 데미지를 입히지 않는다.[10] 대표적인 예로는 '블랙 사바스'등이 있다.

- 자율형: 본체와는 별개로 자기 자신만의 의식을 가지고 움직이는 스탠드들이 이 부류에 속한다. 대체적으로 본체와 잠재적인 의식은 공유하나, 본체에게 반항하거나 컨트롤이 불가능해지는 극단적인 경우[11]가 생길 수 있다는 것이 단점이다. 대표적인 예로 '드래곤즈 드림'이나 'D4C' '베이비 페이스' '섹스 피스톨즈' 스파이스걸' '화이트 스네이크' '에코즈ACT3' '골드 익스피리언스 레퀴엠'

등이 있다.
- 동화형: 물체와 동화하여 나타나는 스탠드들이 이 부류에 속하며, 이런 부류의 스탠드들은 물체와 동화했기에 일반인들도 보고 만질 수 있다. 대표적인 예로는 '아쿠아 넥클리스'(물에 동화), '옐로 템퍼런스'(흡수한 고기에 동화), '러브 디럭스'(머리카락에 동화) 등이 있다.

- 일체화형: 본체와 일체화하여 나타나는 스탠드들이 이 부류에 속하며, 스탠드 능력이 본체에 직접 적용되는 경우가 대부분이다. 대표적인 예로는 '나눔신' '스트레이 캣' '러브 디럭스'이 있다.

- 군체형: 여러 개로 나뉜 실체를 가지고 있는 스탠드들이 이 부류에 속하며, 이 경우 그 여러 개의 실체들을 통틀어서 하나의 스탠드로 본다. 실체들 개별적으로는 약하지만, 전체로는 상당한 강함을 보여준다. 하나가 없어져도 본체엔 큰 데미지가 가지 않기 때문(정확히는 스탠드 1개실체를 본체의 몇인분으로 보는가에 따라 다르지만)에 이러한 부류의 스탠드는 실체들을 하나씩 제거해 나가는 방법이 비효율적이고, 본체를 직접 제거하는 방법이 더 효과적이다. 대표적인 예로 '하베스트' '배드 컴퍼니' '섹스 피스톨즈'가 있다.

- 장착형: 본체를 옷이나 메이크업같이 감싸는 스탠드들이 이 부류에 속한다. 본체의 방어나 공격을 강화시키는 경우가 많으며, 이런 성질로 인해 근거리 파워형에 속하는 스탠드들이 많다. 대표적인 예로 '오아시스' '화이트 앨범' 등이 있다.

- 도구형: 도구의 형태를 띈 스탠드들이 이 부류에 속한다. 대부분 본체의 손을 떠나면 무용지물이 되는 것이 단점이다. 대표적인 예로 '엠페러', '토트신' , '비치보이' 등이 있다.

- 부정형: 일정한 형태가 마땅히 없는 스탠드들이 이 부류에 속한다. 물리적인 공격이 먹히지 않으며, 변신하는 능력을 가진 경우가 많다. 무척 강력한 종류 중 하나이지만 본체를 지키기가 어렵다는 단점이 있다. 대표적인 예로는 '더 풀' , '저스티스', 등이 있다.

- 비 인간형:인간형이 아닌 모든 스탠드의 분류 그 예로 '허밋 퍼플'에코즈 act1,2'터스크 act1,2,3' '메탈리카'등이 있다.

## 죠죠의 기묘한 모험 스탠드 목록
```
:지금까지 죠죠의 기묘한 모험에서 나온 스탠드들
```

- 1부, 2부에서는 스탠드가 사용되지 않는다.

### 3부
- 스타 플래티나(쿠죠 죠타로)

3부 주인공 스탠드로 근거리 파워형에 속한다. 엄청난 공격력과 스피드, 정확성을 자랑하며, 근거리 파워형이지만 '스타핑거(손가락을 늘리는 기술)'라는 기술을 사용해 중거리 공격도 가능하다. 근거리 파워형이고 주인공 스탠드인 만큼 3~4부까지 최강 근거리 파워형 스탠드이다. 디오와의 대면 초반에는 멈춘 시간 속에서 잠깐 움직일 수 있었으나, 후에 '스타 플레티나 더 월드(시간을 멈추는 기술)'를 습득한 덕분에 더욱 강력해졌다. 러쉬 기합은 '오라오라'이다. 추가로 스타 플레티나의 정확성은 무지막지한 파워로 아무리 패도 상대를 죽지 않게끔 때릴 수 있다고 한다.
- 더 월드(DIO)

3부 메인 빌런 DIO가 사용하던 스탠드로 근거리 파워형에 속하고 제일 먼저 '더 월드(시간 정지)'를 터득했다.죠셉의 피를 마신 뒤 각성하여 정지할 수 있는 시간이 5초에서 9초로 늘어났다. 근거리 파워형이니 당연히 파워가 강력하며(스타 플래티나와 거의 동급) 사정거리가 10m로 스타 플래티나보다 훨씬 넓지만 사실상 별 차이를 보이지 않았다. 이렇게 강한 스탠드에도 단점이 존재하는데, 이는 '더 월드'를 연속으로 쓸 수 없다는 것, 스타 핑거가 있는 스타 플레티나와 다르게 원거리 공격은 전혀 존재하지 않는다는 것이다. 러쉬 기합은 '무다무다', 'wryyyyyyyy'이다
- 허밋 퍼플(죠셉 죠스타)

2부의 주인공이고 3부, 4부에서도 등장한다. 허밋퍼플은 인간형 스탠드는 아니고 장착형 스탠드다. 가시 줄기 모양이며 보라색이다. 공격기술은 딱히 없고 벽을 타고 다닐 수 있다. 특수능력은 염사(지정 대상의 모습을 전자기기등을 통하여 볼 수 있다).  상대를 속박한 뒤에 스탠드를 통하여 파문을 보낼 수도 있다.
- 메지션즈 레드(무함마드 압둘)

메지션즈 레드는 강력하지만 작중에서 활약이 거의 없다. 불을 다루는 스탠드로서 근접전에는 약한 모습을 보인다. 그러나 화력은 어마무시하다. 철을 한번에 녹여 버리는 걸로 봐서는 5000~8000˚C의 화력을 쓸 수 있고 그 불로 생물을 추적할 수도 있다. 게다가 매우 세밀한 컨트롤이 가능하여 상대를 태우지 않고 불을 밧줄처럼 속박하는데에 사용할 수도 있다.
- 하이에로펀트 그린(카쿄인 노리야키)

스탠드는 원거리형 스탠드이다 다리는 없고 대신 촉수가 있다. 촉수는 얼마든지 늘어날 수 있고 그걸로 사람을 조종할 수 있다. 그리고 '에메랄드 스플레쉬'라는 기술을 쓰는데 스탠드의 체액을 고체화시켜 쏘는 기술이다. 데미지는 샷건 수준이다. 그리고 '법황의 결계'라는 기술도 있는데 하이에로펀트 그린의 촉수를 거미줄처럼 만들어서 상대를 속박하고 조금이라도 접촉할 시에 해당 부위에서 에메랄드 스플레쉬를 쏘는 기술이다.
- 실버 체리엇(레퀴엠)(장 피에르 폴나레프)

3부에서 처음으로 등장한다. 그리고 5부에서도 모습을 드러낸다. 전체적으로 은색이다. 이 스탠드는 펜싱칼을 이용해 공격한다. 속도는 빠른편이고 펜싱칼은 데미지를 받아도 본채에 데미지가 들어가지 않고 파괴력은 높지않지만 스피드가 빨라 근거리 러쉬전에서 유리하다
.그리고 근접형이다.스타 플레티나처럼 '창살 날리기'라는 검을 날리는 기술을 만들었다. 그리고 평소에는 은색 갑옷을 입고 있다가 벗어서 싸울 수도 있다.갑옷을 벗으면 방어력은 떨어지는 대신 매우 빨라진다. 그리고 분신을 만들 수 있을 정도로 속도 면에서 원탑급을 보인다. 이후 5부에서 레퀴엠화 하며 주변의 사람들을 잠 재운 뒤 영혼을 랜덤하게 바꾸는 능력을 얻게된다. 레퀴엠화 이후 자아가 생겨 폴나레프의 통제를 벗어났으며, 레퀴엠 발동 당시의 폴나레프의 목적이었던 화살 지키기를 수행하게 된다. 평소의 공격력은 C로 낮은 편이지만 화살을 빼앗으려하면 공격력이 B로 올라 화살을 빼앗으려한 이를 공격한다.
- 더 풀(이기)

이기라는 개가 쓰는 스탠드로 모래를 조작한다. 더 풀은 정확한 형체가 없어서 다양하게 변형이 가능하다. 매우 강력할 수 있지만 본체 자체를 지키기는 어렵다.아라키 작가님의 말로는 가장 이상적인 형태의 스탠드라고 한다.
- 크림(바닐라 아이스)

크림은 능력치는 낮지만 매우 강력한 스탠드 중 하나이다. 전체적으로 검은색과 하얀색이고 괴물처럼 생겼다. 크림은 몸속에 끝없는 어둠이 존재한다. 그래서 먹어도 먹어도 꽉차거나 배 부르는 것이 없다. 그래서 크림은 자기 자신을 먹고 그 어둠을 구체형태로 밖으로 내 보인다.(이때 스탠드 밖은 안보인다)그 상태로 돌진하여 상대에게 박는 형식의 공격을 한다. 웬만한 상대는 다 한방에 죽는다. 작중에서 매우 강력하게 묘사된다. 압둘을 팔만 남기고 한방에 죽이고 이기와 폴나레프하고 싸워 이기를 죽이고 폴나레프를 거의 반 죽음 상태로 만들었다.
- 엠페러(홀 호스)

총 스탠드로 총알을 마음대로 조종 할 수 있어서 웬만하면 다 명중한다. 작중에서 활약이 그닥 크지 않다.(분량만 많음)
- 행드맨(j.가일)

엔야 할멈의 아들이다. 미라처럼 생긴 스탠드이다. 행드맨은 거울같은 빛이 반사되는 곳에만 보이는 스탠드이다. 이동을 하기 위해서는 유리나 거울 같은 빛이 반사되는 곳이 있어야 한다. 무기는 팔에 달린 칼, 행드맨이 거울 속에서 스탠드 술사를 공격하면 그 스탠드 술사도 피해를 입는다.행드맨이 거울이나 유리 속에 있을 때는 그 거울을 때려도 의미가 없다. 오직 스탠드가 다른 거울로 이동 할 때만 그때를 틈타 공격할 수 있다.

- 저스티스(엔야 할멈)[20]

부정형 스탠드로 안개로 이루어진 스탠드이다. 스탠드에게 직접적인 물리 공격은 통하지 않는다. 저스티스는 상대방에게 조금이라도 상처를 입히면 그 상처에 구멍을 뚫어서 안개를 실 모양으로 해서 꿰어 상대를 조종한다. 죽은 사람에게도 상처를 입혀 조종할 수도 있다. 그리고 안개를 이용해 환각을 일으킬 수 있다.
죠타로는 안개를 들이마심으로 스탠드를 쓰러뜨렸다.
- 오시리스(다비)

상대방과 내기를 하고 그내기에서 이기면 그상대방의 영혼을 뺄수있다
작중에서는 죠셉을 리타이어 시킬만큼 엄청난실력을 가진 다비였지만 죠타로의 눈썰미로 속임수가 들통나고 마지막에 죠타로거 자신의 영혼, 압둘의 영혼, 카쿄인의 영혼, 홀리 죠스타 (죠셉의 딸이자 죠타로의 엄마다. 자신의 엄마의 영혼을 도박에 건거다)의 영혼을 걸며 엄청난 허세를 부려 압박감과 무서움에 마음속에서만 콜을 외치다가 할아버지가 되어 기절한다.
- 아툼신(트랜스.T.다비)

```
오시리스와 비슷하게 게임을 하고 이기면 영혼을 빼서 인형으로만든다
[
23
]
카쿄인과의 싸움에서 이겨서 카쿄인의 영혼을 인형으로만들지만 죠타로와 죠셉의 콤비
[
24
]
으로인하여 패배하고
```

카쿄인의 영혼을 돌려주고 오라러쉬를맞고 리타이어한다
- 더 패션(죠나단 죠스타)

```
정확히는 디오가 죠나단의 몸을뺏고 스탠드구현
의 화살에 맞아 잠시 생겨난 스탠드.(그래서 사용돼지 않는다)
능력&생김새는 죠셉의 허밋퍼플과 똑같다(색깔의 차이이다.)
```

- 세트신(알레시)

```
그림자 스탠드이다.
능력은 상대를 어려지게 만든다.
작중에서는 이걸로 폴나레프를 어리게하여 도끼&총으로 죽일려하고 죠타로도 어린애로 만들지만
어린 죠타로가 알레시를 맨주먹으로 패고 능력 해제 시켜서 폴나레프와 죠타로의 더블 러쉬에
```

리타이어 된다

### 4부
- 에코즈(히로세 코이치)

크기가 작은편에 속하는 진화형 스탠드이다. 주로 하얀색 배경에 초록색 동그라미 무늬가 있다. 반경 5m내에 있는 대상에게 능력을 발동시켜 대상이 받는 중력을 배로 늘릴 수 있다. 이는 사실상 약점이 없던 시어 하트 어택에 대항할 수 있는 능력중 하나일 정도로 효과가 뛰어나다. 가까이 다가가면 중력이 더욱 세진다. 중력을 이용해 상대를 누르고 구속시키는 것이 가능, 직접 싸우기 보다는 중력을 이용해 죠타로나 죠스케를 돕는 역할이 많다. act형태는 자유롭게 오고간다는 설정이다. 즉 act1의 마음속으로 소리를 전달하는 능력과 act2의 의태어를 실체화하는 능력도 건재, 오고가며 갈아 쓸수 있다.
- 더 핸드(니지무라 오쿠야스)

사람형 스탠드이고 오른손에 닿은 공간을 삭제한다. 스탠드 자체에 능력은 역대 스탠드들 중 가장 강력할 수도 있다(오른손에 닿기만 하면 즉사) 그런데 이 스탠드를 쓰는 오쿠야스가 지능이 떨어진다...그래서 실제로 상대를 직접 삭제 시키는 장면은 없다. 대상을 직접 지운적이 있다면, 최종전때 스트레이 캣의 공기포를 지운 정도이다. 그냥 근접해서 발로 차는 것밖에 없다. 능력 자체는 사기지만 주인 때문에 제대로 빛을 발하지 못한 스탠드이다.(오쿠야스 제발 호구가 되려고 하지마!) 유명한 짤로 '더핸드 더 월드!'가 있다.
- 크레이지 다이아몬드(히가시카타 죠스케)

4부 주인공이다. 크레이지 다이아몬드는 근접형이고 파워가 강력하다. 스피드와 파괴력이 모두 A로 전투에서 특히 유리하다. 다만, 스타 플레티나에 비해 정확성이 꽤 떨어져서 상대를 공격할 때에는 '죽지 않을 정도로 적당히 때린다'고 한다.분노상태일때는 스타 플래티나와 비슷할 정도로 강해진다.크레이지 다이아몬드는 손에 닿은 물건을 '수복'시키는 능력을 가지고 있다. 다시말해 물건을 다시 원래 상태로 되돌릴 수 있다. 사람의 몸도 되돌릴 수 있다. 사실상 대상의 시간을 과거로 돌리는 능력이라고도 볼 수 있다. 그러나 단점이 있다면,이미 죽어서 영혼이 떠난 사람은 육체는 회복할지라도 다시 살아나게 할 수는 없다. 그리고 죠스케 자신은 회복할 수 없다. 그리고 수복할 때 모양을 바꿀 수도 있다.(쉽게 말해 성형수술 가능) 또한 서로 다른 둘 이상의 물체를 부수고 한꺼번에 수복하면 물체를 융합시킬 수도 있다. 러쉬 기합은 '도라라라'이다.
- 헤븐즈 도어(키시베 로한)

접촉한 상대의 모든 지식과 그동안의 기억이 전부 쓰여있는 책의 형태로 바꾼다. 상대의 마음을 읽는 기술이라고도 할 수 있으며, 남은 공간에 글을 적어 넣을 수도 있다(주로 '키시베 로한을 공격할 수 없다'). 글이 적히게 되면 상대는 그 글을 따를 수 밖에 없게된다. 나머지 스탯에 비하여 성장성은 A로 굉장히 높다. 그만큼 작중 능력 발동 조건에 큰 변화가 있었다. 초반에는 실체 없이 상대에게 원고를 보여주면(하지만 만화를 보지 않는 사람들은 통하지 않는다.) 발동했으나, 후반에서는 실체가 생겨 직접 만지기만 하면 능력이 발동된다. 능력 발동에 다른 조건은 없으나, 물건에는 발동하지 않으며, 생물과 스탠드에게만 통한다.(생명체였던 것은 가능하다)
- 킬러 퀸(키라 요시카게)

손에 닿는 것을 폭탄으로 만든다. 이 폭탄은 언제든지 스위치를 통해(주먹쥐고 엄지 올리고 스위치 누르듯 누르기) 폭파시킬 수 있다. 폭파 공격중에도 종류가 있다. 제 1의 폭탄은 손에 닿은것을 폭파할 수 있다. 일부만 남기고 폭파하는 것도 가능하다. 여성의 손에 패티쉬(...)가 있는 요시카게는 손만 남기고 폭파 하는데에 사용한다. 단점이라고 한다면 한 번에 하나만 설치가 가능하고, 설치된 폭탄이 터지기 전 까지는 다음 폭탄을 설치할 수 없다는 것이다. 장점으로는 대상을 흔적도 없이 죽이기 때문에 다른 이에게 적발되지 않을 수 있다는 것이다. 그 다음은 시어 하트어택이 있다. 넓은 범위를 자랑하는 작은 폭탄 탱크이다. 킬러퀸의 왼손에 탑재되어 있고 스탠드술사 자체가 아닌 술사의 왼손을 본체로 한다(시어 하트 어택이 공격 받는다고 해도 데미지는 왼손에만 쌓인다). 스타 플래티나조차도 부수지 못할 정도의 강도를 지녔다.(엄청 쳤는데 금 조금가고 끝났다.) 열을 감지하여 추적하는 스탠드이다 보니 적에게 반드시 명중한다고 할 수는 없다. 제 3의 폭탄의 이름은 '바이츠 더 더스트'로 타겟을 정한 후 타겟이 자신에게 관련된 것을 보면 폭탄을 심고 대상을 터뜨린 후 임의의 시간 전(스탠드술사가 시간을 정할 수 있다으로 시간을 돌리는 기술이다. 타겟은 여러명을 설정할 수 있으며, 바이츠 더 더스트가 한 번이라도 발동된다면, 타겟이 죽는 미래가 고정되기 때문에 다음번에는 조건을 충족하지 않더라도 지정된 시간에 타겟이 폭파되고 스탠드술사가 정헌 임의의 시간 전으로 돌아가게된다. 무척이나 사기적인 능력이지만, 치명적인 단점이 있는데, 바이츠 더 더스트를 발동시키고 있는 동안은 킬러퀸의 사용이 불가능하다. 또한, 바이츠더 더스트를 거두어내면 고정된 미래도 변경되고, 능력의 모든 효과가 사라진다.(4부 까지는 레퀴엠에 대한 정확한 정의가 없어 구성 도중 들어간 설정으로 보인다). 이 기술을 사용하는 동안에는 스탠드를 회수하지 않으면 킬러퀸의 사용이 불가능하다. 추가적으로 스트레이 캣과 합체하여 공기방울을 폭탄으로 만들어 원거리 공격도 할 수도 있다. 능력도 좋은데다가 기본 스탯도 준수하여 상당히 강한 스탠드이지만 자신의 폭파 속도보다 빠른 속도로 수복이 가능한 크레이지 다이아몬드에게 상성적으로 약한 모습을 보이기도 한다.
- 배드 컴퍼니(니지무라 케이초)

군대형의 스탠드로 많은 개체로 이루어져있다. 개체가 여럿이다보니 하나가 파괴되어도 술사에게는 데미지가 0에 가깝게 들어간다. 엄청난 양의 총알과 미사일을 발포할 수 있다.
- 레드 핫 칠리페퍼

전기를 다루는 스탠드이다. 스탠드 능력치는 꽤나 높은편으로 크레이지 다이아몬드와 호각을 다룰 정도이다. 전류를 타고 이동할 수도 있다. 전선을 타고 빠르게 이동도 가능하며 전자기기를 마음대로 다룰 수 있다. 주변에 전기를 끌어모아 파워업 할 수도 있다. 약점은 고무와 물 스탠드에게 고무를 씌우면 전기를 흘려 보낼 수 없다. 스탠드가 물에 빠지면 전기를 쓸 수 없고 매우 약해진다.(물에 닿으면 스탠드와 스탠드 술사에게도 피해가 간다.)
- 스트레이 캣(고양이풀)

고양이가 죽은 후에 화살에 찔려 생겨났다. 고양이의 영혼이 들어간 식물의 모습을 한 스탠드이다. 공기를 마음대로 조종할 수 있다. 이후 킬러퀸과 합체하여 공기탄을 쏘고 킬러 퀸이 폭탄으로 만들어 공격한다.
- 러브 디럭스(유카코)

머리카락과 동화된 스탠드. 머리카락을 자유롭게 다룰 수 있으며, 상당한 범위와 파워를 자랑한다.
- 어스 윈드 앤 파이어(누 미키타카 조)

일체형 스탠드이지만 유카코의 러브 디럭스처럼 눈에 보이지 않는다. 이 경우엔 그냥 스탠드사 자체가 스탠드라고 볼 수 있다. 능력은 만물로 변신하는 것이다. 망원경같은 작은 물체부터 생물체까지 변신 가능한 대상의 수가 셀 수 없다.
- 슈퍼 플라이

송신탑의 모습을 한 스탠드이다. 조금이라도 도움이 되는 다른 스탠드들과 달리 굉장히 단점이 크다. 능력 자체가 스탠드사에게 큰 불이익을 준다. 게다가 스탠드사가 되는 조건도 특이하다. 최초의 스탠드사는 정상적으로 화살을 맞아 나타나지만, 이후부터는 슈퍼 플라이의 안에 들어오는 이가 스탠드사가 된다. 능력은 스탠드사를 자신의 안에 가두는 것이며, 강제로 나갈 경우 스탠드사를 자신의 일부로 만들어버린다. 다른 말로, 스탠드사는 스탠드 안에 갇히게된다. 단, 스탠드사는 한 명 뿐이기에 기존의 스탠드사가 다른 사람을 슈퍼 플라이의 안에 데려오면 슈퍼 플라이를 탈출하여 스탠드사의 권한을 버릴 수 있다. 또한, 무한 동력을 이용하여 스탠드에 들어온 데미지를 데미지가 들어온 방향에 같은 형태로 다시 방출한다(사실상 탈출이 절대불가능함).
- 치프트릭(?)

자아가 있는 스탠드로 스탠드사의 등에 메달린다. 출발지점을 알 수는 없으나, 주인은 계속하여 바뀌어 온 것으로 보인다.(첫등장 기준으로는 키노토 마사조가 스탠드술사였다) 능력은 제 3자가 스탠드사의 등에 붙은 자신을 본다면 현재의 스탠드사를 죽이고, 목격자를 새로운 스탠드사로 삼아 그의 등에 붙는 것이다. 새로운 스탠드사 역시 같은 룰을 따라야 한다. 이 때, 목격자는 사람이 아닌 동물이어도 상관없다. 등에서 떨어지지 않는 것만으로도 골치 아픈데, 능력에 사용자의 목숨이 달려있다는 점에서 슈퍼 플라이보다도 패널티가 큰 스탠드이다. 기본적으로 인간의 언어를 구사하며 동물들과도 소통이 가능하다. 현재는 로한의 작전으로 배드 알리에서 저승으로 끌려갔다.
- 아톰 파더(키라 요시히로)

키라 요시히로의 영혼이 생전에 보호해주지 못했던 아들을 지키기 위해 스탠드와 하나가 됐다. 스탠드사인 요시히로가 사진 속에 있는 모습이다. 능력은 사진속에 담긴 공간을 자유자재로 다루는 것이다. 죠타로가 테이프를 감아 능력이 파훼된다. 능력을 사용하는 모습은 거의 없다. 다리가 없어서인지 공중을 날아 이동한다.
- 하베스트(시게치)

배드 컴퍼니처럼 여러 개체로 이루어져 있다. 스탠드 크기도 작은 편이며 머리 앞 부분에 동전이 딱 맞게 들어가는 자리가 있다. 시게치는 스탠드를 이용하여 동전을 줍는다. 보이는 것과 다르게 파워가 꽤나 높아 사람의 피부를 뜯어내고 뚫는 것은 쉽게 해낸다. 다만 범위가 나무나도 작다.
- 펄잼(토니오)

```
여러 개체로 이루어져있는 스탠드 I
스탯은 파괴력,스피드 E로 전투보다는 보조역할에 특화되어 있다 능력은 음식을 약처럼 만들 수 있으며 맛있는 음식일수록 효능이 좋다 (작중에서는 오쿠야스가 물을 마시고 눈건조가 나았다든지 스파게티를 먹고 충치가 나오고 새로운 이가 나왔다든지 푸딩을 먹고 무좀이 나았다든지) 최고의 효능을 낼때는 말기암까지 고칠 수 있다(거의 만능약)
```

- 신데렐라(츠지 아야)

사람의 신체의 일부를 부품처럼 만들어 갈아 끼우거나 할 수 있다. 대표적으로는 눈 부분을 갈아 끼울 수 있다. 다만, 일정시간 동안은 특정 조건을 지켜야한다. 구체적인 얼굴이 아니더라도 특정인을 사랑에 빠질 수 있게 한다는 등의 추상적인 외모도 만들 수 있다. 작중에는 키라 요시카게에게 부품을 빼았기고 살해당한다.
- 하이웨이 스타(휸가미 유야)

원격 조정형 스탠드로 말 그대로 범위가 매우 넓다. 보라색에 줄무늬가 교차되어있고 턱에 지퍼같은 것이 달려있다. 접촉한 상대의 생명 에너지를 흡수한다. 먼 곳에서는 여러 개의 발들의 모습으로 쫓아온다. 목표가 따라갈수있는 속도이상으로 도망가면 순강이동된다(=사실상 도망이 불가능하다). 작중 사람들의 에너지 빼앗아가던 이유는 빨리 회복하기 위해서였다고 한다. 로한을 리타이어 시킨 전적이 있으며, 이후 죠스케에게 두들겨 맞고 병원 밖으로 날아가 리타이어 당한다. 이후에는 동료로 등장한다.(이니그마 전에서 종이가될 때 코이치와 죠스케를 종이에서 풀어주는 하드캐리를 하였다.)

### 5부
- 킹 크림슨, 예피타프 (디아볼로-도피오)

자아가 있는 스탠드.킹 크림슨은 시간을 삭제시킬 수 있다 '시작→과정→결과'가 있다면 과정을 없애고 '시작→결과' 만이 남게되는 것이다. 그러니 사람들은 그 없어진 시간 속에서 경험이 없으므로 그 시간 속에서 일어난 일을 알 수 없다. 그리고 킹 크림슨은 없어진 시간 속에서 '방관자'(무적)시점으로 그 시간 속에서 어떠한 접촉도 할 수 없다. 오직 보고 듣는 것만 가능하다.(단 만약 디아볼로의 신체 일부가 시간 삭제중 잘린다면 시간 삭제가 되는 물체에 적용되기 때문에 신체의 일부를 자르거나 피를 뿌려 상대를 공격할 수 있다..)그러니 상대를 직접적으로 때릴려면 능력이 끝나야 한다. 그리고 또다른 스탠드는 미래를 100% 내다보는 '에피타프'이다. 킹 크림슨 머리 위에 또 다른 머리 (이마에 작은 얼굴이 생긴다)로 미래를 보는 것이다. 몇십초 후의 미래를 내다볼 수 있다. 에피타프로 미래를 내다보고 자신에게 치명타를 입힐 미래라면 그 시간을 삭제 시키므로 그 공격을 무효화 시켜 치명타를 피하는 것이다. 이것만 들으면 거의 무적이지만 킹 크림슨은 지속시간이 짧다. 그리고 피를 내서 바닥에 핏방울이 몇개 떨어졌나 개수를 세는 등의 방법으로 킹 크림슨의 능력 사용 유무를 알 수 있다.능력이 워낙 사기여서 그런지 스피드 파워 정밀동작성 모두 A로 사기다.
- 골드 익스피리언스(레퀴엠)(죠르노 죠바나)

5부의 주인공이다. 무생물에 생명력을 부여할 수 있다.
또 부품을 만들 수도 있다. 이를 통해 크레이지 다이아몬드와는 반대로 자가치료가 가능하다. 멀쩡한 사람에게 너무 많은 양의 생명력을 부여할 경우 매우 느려지게 만들 수 있다.(당한 사람은 정신만 빠르게 움직인다). 공격력은 C로 낮은 편이지만, 스피드는 A로 매우 빠르다. 힘 싸움보다는 빠른 스피드를 이용한 러쉬 위주의 공격을 한다. 이후 화살에 다시 찔려 골드 익스피리언스 레퀴엠이 된다..레퀴엠의 경우 이전의 능력이 훨씬 향상된 모습을 보여준다.(스탯 역시 향상되어 모두 없음(측정불가)이되었다.). 레퀴엠의 경우 주 능력은 사용자가 지정한 '진실'에 절대로 도달하지 못하게 하는 것이다. 이를 통해  디아볼로가 절대로 '능력을 쓴다'는 진실에 도달할 수 없게 만들어 시간 삭제 중에 삭제한 시간을 되돌려 죽지 않았고, 디아볼로가 절대 '죽는다'라는 진실에 가지 못하게 해 무한히 죽는 과정을 겪게 하였다. 이 능력이 발현하는 동안은 스탠드가 자아를 갖고 행동하게 된다. 또, 이 순간은 주인인 죠르노 죠바나 조차도 인지할 수 없어 스탠드와 능력을 사용한 대상 외의 다른 이들에게는 대상이 아무런 행동도 하지 않은 것처럼 보인다. 러쉬 기합은 '무다무다','wryyy'이다.
- 스티키 핑거즈(브루노 부차라티)

인간형 스탠드로 타격하거나 닿은 곳에 지퍼를 달 수 있다. 이를 이용하여 벽이나 바닥을 열고 가거나 상대나 자신(필요에 따라)을 분해할 수도 있다. 이 능력을 응용하여 펩시를 분해하고 자신의 손을 늘여 먼 거리에 있는 상대를 공격하기도 했다. 스티키 핑거의 장점으로는 지퍼를 다는 능력이 상대의 방어력에 관계없이 통한다는 점이다. 스피드와 공격력이 모두 A로 개사기 성능을 갖고있다. 러쉬 대사는 '아리아리'이고 피니쉬 대사는 '아리베데르치(작별이다.)'이다.
- 무디 블루스(리오네 아바키오)

스탠드를 특정 사람으로 변신시켜 과거의 행동들을 볼 수 있다. 일시정지, 배속, 되감기등 영상에서 사용할 수 있는 기능들을 이용할 수 있다. 과거를 보는 것 뿐 아니라, 다른 모습으로 변신시켜 상대를 교란시킬 수 있다. 일루조와의 전투에서 자신으로 변신시키는 모습을 보여준다.
- 섹스 피스톨즈(귀도 미스타)

여섯 개의 개체로 이루어진 스탠드로 모두 자아를 지녔으며 성격도 다르다. 미스타가 믿는 미신 때문에 4번이 없다.(4번을 건너 뛰고 1번부터 7번까지 총 여섯개이다.) 총알을 타고 날아가서 원하는 곳으로 발로 차 궤도를 바꾸는 능력을 지녔다. 발로 차서 궤도를 바꾸기에 총알의 궤도를 여러번 바꿀 수 없어 엠페러 보다는 명중률이 떨어질 수도 있으나, 상대의 총알도 튕겨낼 수 있어 방어가 가능하다. 특이사항은 간식을 먹는다.
- 퍼플 헤이즈(판나코타 푸고)

낮은 수준의 자아를 가진 스탠드.손에 바이러스가 담겨있는 구슬이 달려있다. 이 바이러스는 안개의 형태로 나타나고, 감염될 경우에는 몸에 종기가 나고 종기가 터지면서 그 속에서 또 바이러스가 나오며, 몸이 녹아내리며 1분 안에 죽게된다. 그러나 햇빛에 의해 쉽게 사라지고, 아군과 적군을 가리지 않고 감염시킨다는 단점이 있다.
- 에어로스미스(나란챠 길가)

비행기 형태의 스탠드이다. 기관총, 이산화 탄소 탐지기, 폭탄이 탑재되어 있다. 스탠드의 범위가 넓다. 단점으로는 이산화 탄소 탐지기는 사람의 숨 뿐만이 아니라 동물, 타는것에서 나오는 이산화 탄소, 자동차 베기가스에 있는 이산화탄소 등 전부 탐지하기에 피아식별이 불가능하다. 러쉬 기합은 '볼라볼라'이다. 본체와 따로 움직일 수 있으며, 노토리어스 big전에서 나란차가 탄 비행기 옆을 비행했다.근데 문제는 나랸차가 빡대가리ㄷ
- 스파이스 걸/레이디(트리쉬 우나)

자아를 지닌 스탠드이며, 타격한 물체를 고무처럼 부드럽게 만들 수 있다. 또, 접착성을 부여해 풍선 껌같은 재질로 만들 수 있다. 스텟이 파괴력 스피드 모두 A로 아빠와 같은 개사기 공격력을 보여준다.러쉬 기합은 'WHAAAANAAABEEEE!!'(와나비!!!)이다.
- 더 그레이트풀 데드(프로슈토)

상대를 급격히 노화시킨다. 범위는 기차 하나를 덮을 정도로 크다. 체온에 따라 노화의 속도가 다르다(보스의 딸을 납치하려 했기 때문에 여자가 체온이 더 낮다는 점을 이용해 체온이 높은자를 더 빨리 늙게 한다.) 자신도 늙게 만들수있고 당연히 자신에게는 무해하다(다시 되돌릴수 있다.), 자신의 몸에 닿으면 체온에 상관없이 매우 빨리 늙게할 수 있다.
- 비치 보이(펫시)

낚시대의 모습으로 도구형 스탠드다.성장성 A로 작중 능력은 물체를 통과하여 낚싯줄을 보낼 수 있고 속도도 빠르며 상대방에게 박을 수 있다,낚싯줄은 뺄 수 없고 낚싯줄을 향한 공격은 모두 공격한 자에게 돌아간다.특히 형인 프로슈토가 빈사 상태에 이르자,각성하며 속도는 부차라티가 반응을 못할정도로 빨라졌다.작중 한번 잡은 것으로 몇초만에 쉽게 심장을 뽑아 냈다.
9
- 맨 인 더 미러(일루조)

거울 속 세계를 다스린다. 거울이 비치는 곳에 있는 대상을 거울 속 세계로 끌어올 수 있다. 행드맨처럼 거울이 있는 곳 어디든지 나타날 수 있고, 강제 전이와 거울 속 세계를 지배할 수 있다는 능력이라 매우 사기적이라고 볼 수 있으나, 무디 블루스의 변신에 교란되고, 퍼플 헤이즈의 바이러스에 당함으로 사망한다.여담으로 3부 때 카쿄인 노리아키가 거울 속 세계가 없다고 해서 이와 관련된 짤이 많다.
곽효인 놀이악기:폴나레프, 거울 속 세계라는건 없어요
???:맨 인 더 미러!!
- 화이트 앨범(기아초)

일체형 스탠드로 형체가 없어 맨몸으로도 능력을 사용할 수 있지만, 기아초는 고양이 모습의 슈트를 만들어 착용한다. 능력은 주위의 온도를 극도로 낮추어 공기조차 순식간에 얼리는 것이다. 정밀 동작성이 가장 낮은 E이다 보니 특정 대상만을 얼릴 수 없어 공기를 포함한 주변의 모든 것을 얼린다. 극저의 온도까지 낮추어 생명체가 태어날 수 없기에 골드 익스피리언스에게 상성적으로 강하기도하다.
하지만 죠르노와 미스타에 의해 사망한다
- 노토리어스 B.I.G

스탠드사가 죽으면서 발동되는 스탠드이다. 파란색과 하얀색 줄무늬가 있으며, 몸의 절반이 근육조직같은 것으로 이루어져 있다.스텟은 파괴력A  스피드(무한) 사정거리(무한) 지속력(무한)이라는 개막장 스탯을 보유했다. 능력은 자유롭게 크기와 형태를 변화시켜가며 상대를 공격하는 것이다. 크기 조절도 처음 등장했을 때에는 손만한 크기였으나, 퇴장할 때에는 크기가 헬기만하다. 게다가 약점조차 따로 존재하지 않아, 발동조건만 빼놓고 본다면 레퀴엠이 존재하지 않는 이상  최강의 스탠드라고도 볼 수 있다. 스탠드사가 원한을 담은만큼 강해진다. 호위팀을 매우 밀어붙였으나, 트리쉬의 기지로 헬기를 추락시켜 노토리어스 B.I.G가 떨어지게끔 하였다. 하지만, 세상 어딘가에 멀쩡한 모습으로 존재하고있을 가능성이 크다.
- 메탈리카(리조토 네로)

범위 내의 철분을 조작하는 능력으로 응용의 폭이 매우 넓다.사철을 덮어 투명해질 수도 있고, 상대방의 체내의 철분을 조작하여 몸속에서 가위나 면도날 같은 날카로운 물건을 생성시킬 수 있다. 또한, 절단된 신체부위를 다시 결합시킬 수도 있다. 암살에 특화되어 있고, 상대를 손쉽게 죽일 수도 있는 매우 사기적인 능력의 스탠드이다. 특이하게 사용자의 몸속에 존재한다.
작중에서는 보스(디아볼로)를 죽일 수 있었지만 나란챠가 나란챠해서 죽었다.
- 그린디(초콜라타)

```
본체의 위치보다 낮은곳에 있는사람에게 살인곰팡이를 퍼트린다.(작중에서 호위팀이 전멸할뻔함)
```

스텟도 파괴력A 스피드C로 육탄전에서 쓰레기 스텟을 소유했다
작중에서 이 곰팡이로 자신의 몸을 절단한 뒤 절단한곳을 채워서 생명을 유지할 수 있었고 다행히(?) 의학술을 배웠던 초콜라타여서 절단된 부위를 다시 매꿀수있었다.
하지만 죠르노의 7페이지 무다러쉬를 맞고 쓰레기차에 떨어졌다 (아마 리타이어)
- 오아시스(세코)

장갑형 스탠드 파괴력&스피드A로 작중에서는 스티키 핑거즈를 압도하는 수준의 스탠드이다
능력은 지면을 부드럽게 만들수있는 능력이다.
(부드럽게해서 땅속으로 들어가거나 반동을이용하여 더쌔게 공격했다)
초콜라타의 파트너(?)로 나왔으며 초반에는 부챠라티를 압도했지만 후반에는 결국 머리에 한대 쌔게 맞고 쓰레기차로 날아갔다
- 크라프트 워크(살레)

```
능력은 자신이 접촉한 사물같은 것에 상대방이 접촉했다면 달라붙는다 (대표적인예시로는 미스타와의 전투에서 손잡이부분을 미스타의 손과 달라붙게한다.) 또다른것은 자신과 접촉한물체를 정지시킬 수 있다 (예시로는 미스타와의전투에서 크라프트 워크로 튕겨내거나 자신의 머리에맞은 총알을정지 시켰다 그리고 그총알을 >굳이< 계속두드려서 해제하여 발사했다) 크라프트 워크의 스텟은 파괴력,스피드A 로 기존능력으로 전투를할 때 기존 능력을 섞어서 근접전을한다면 강력한 스탠드가 될수있었는데 주인이 멍청하여 제대로된 효율이 안나온 불쌍한스탠드중 하나(또다른 예시로 니지무라 오쿠야스의 더핸드가 있다.)
```

- 소프트 머신(마리오 주케로)

```
능력은 스탠드로 상대방이나물체를찌르고 찔린 상대방이나물체는 바람빠진 풍선처럼 쭈그러든다(생명에는 지장이없다) 파괴력은 A이지만 스피드C 사정거리E로 초근접에서 사용해야하기에 쓰레기같지만 주케로는 누구와는 다르게 이단점을 보완하여 부차라티 이외에 호위팀 전원을 리타이어 시킨다.
```

- 토킹헤드(티치아노)

```
상대방에 혀의 장착돼어 했는말을 반대로말하게한다(나란챠의 혀의 달라붙어 "클래시"라는 스탠드의 위치를'아래'가 아니라 '위'라고말하게함)
```

스텟도 파괴력,스피드가 E이므로 펄잼과같이 보조역할을해야하는 스탠드.
- 클래시(스쿠알로)

```
상어의 모습을했는스탠드
물속을 왔다갔다하며 습격을하는 스탠드이다
상대방에게 공격하기 위해서는 주변의 물이존재해야한다(이때문에 티치아노가 희생하여 루치아노의 피로 이동하여 나란챠를 공격해야했다) 스텟도준수한편이지만 주변의 물이 있어야한다는점에서 여러모로 쓰기불편한스탠드이다.
```

- 블랙사바스(폴포)

```
그림자를 왔다갔다하는 스탠드 입에는 스탠드구현의화살이있다.(작중에서 할아버지한테 스탠드구현의화살을 찔렀다)스텟은 구데기이며 그림자가 없는곳 즉 햇빛이있는곳에서는 소멸한다 (낮에 쓰기 제일힘든 스탠드). 작중 죠르노의 무다러쉬를 맞고 햇빛에 소멸해버린다. 주인인 폴포는 죠르노가 총으로 만든 바나나를 먹다가 실수로 방아쇠를 당겨 사망.
```

### 6부
- 화이트 스네이크(엔리코 푸치)

자아를 갖는 스탠드로 대표적인 능력은 사람의 기억이나 스탠드를 디스크의 형태로 빼낼 수 있다. 이 디스크는 다른 사람에게 삽입될 수 있다.디스크는 대표적으로 기억 디스크(기억을 담고있는 디스크) 스탠드 디스크(스탠드를 담고있는 디스크 예)스타플라티나 디스크.) 명령 디스크 (명령을 담고있는 디스크 예) 명령을하며 던지면 디스크가 들어간 사람은 명령을 따른다.)가 대표적이다. 그러나 만약 디스크의 스탠드와 사람의 능력에 차이가 있으면 디스크는 튕겨져 나간다.(음악 디스크를 사람에게 삽입할 수 있다.) 다른능력은 용해액 생성이다.
- C-MOON(엔리코 푸치)

엔리코 푸치가 스탠드와 녹색아기+14개의 단어를 합성시킴으로 화이트 스네이크를 진화시킨 스탠드. 자신으로부터 3KM 이내의 중력을 역전시키는 능력을 가졌다. 다시 말해, 평범한 길이 절벽이 되어버린다는 것이다. 스탠드체의 기본적인 파괴력은 없지만, 능력을 이용해 총알을 튕겨낸다.또 한대만 쳐도 때린쪽이 반전돼기 때문에 한대만 맞아도 치명타이다.
- 메이드 인 헤븐(엔리코 푸치)

능력은 지구와 달, 전 우주의 중력을 이용해 시간을 가속해나가는 것으로 보인다. 그리고 모든 생물은 그 시간의 흐름을 따라가지 못한다. 그 안에서 자유로운 것은 푸치 신부와 신뿐이라는 개념이다.
- 스톤 프리(쿠죠 죠린)

썬 글래스를 낀 푸른 색의 스탠드이다. 파괴력 A, 스피드 B로 전투 방면에서 좋은 성능을 지녔다. 사용자의 몸을 실의 형태로 바꿀 수 있으며, 이 능력의 범위가 매우 넓은 편이다. 죠린은 이를 이용하여 다양한 전투를 벌였다.성장성도 A라 그 아버지에 그 딸같은 개사기 스펙이다.
- 키스

화이트 스네이크와 비슷한 외형을 갖고 있다. 능력은 키스 모양이 그려진 스티커를 붙이는 것이다. 스티커 붙은 것은 같은 성질을 한 복제품이 하나 늘어나 두 개가 된다. 이후 스티커가 떨어져 나가면 스티커가 붙었던 대상은 데미지를 입게된다.
- 웨더 리포트(웨더 리포트)

이름에서 추측할 수 있듯이 날씨를 조종하는 능력이다. 이후 엠폴리오가 스탠드를 넘겨받게 되며 산소의 농도를 조절할 수 있는 능력도 함께 생겨났다. 외관은 눈을 제외한 모든곳이 하얀색이며, 머리에 뿔같은 것이 달려 있다.
- 다이버 다운(나르시소 안나수이)

```
능력은 잠행으로 물체&사람에 들어갈수있다
```

파괴력A 스피드A 정밀동작성B 로 펀치 한방에 사람목 을 밸수있는 수준이다.
그리고 다른물체도 잠입 시킬 수 있다(작중에서는 초콜릿을 자신얼굴에 잠입시켰다)
없는 신체부위를 대신할수도있으며 (푸치와 싸울때 웨더의 다리를 대신함) 데미지 대신받기,스탠드의 일부만꺼내기(작중에서는 계단처럼 이용) 등등이 가능하다.
- 언더 월드

```
디오의 3아들(죠르노 제외)중 한명의 스탠드.
근접전에서 좋을것 같지만 파괴력(없음) 그래서 특수 능력으로 먹고 살아야 하는 스탠드다.능력은 손으로 땅을 파고 그땅(장소)에 있었던 사건을 불러 올 수 있다.작중에서는 공항에 땅을 파고 그 공항에 있었던 비행기 추락 사건을 불러왔다.
```

- 보헤미안 랩소디(웅가로)

```
디오의 3아들(죠르노 제외)중 한명의 스탠드. 형태가 없는 무형태의 스탠드이다. 능력은 캐릭터 실체화이다.
```

캐릭터가 좋아하는 캐릭터이거나 캐릭터와 접촉했을경우 몸과 영혼이 분리된다.(죽지는 않는다)
영혼은 스탠드사용이 가능하나 몸은스탠드 사용불가에 제어불가능이다.
그리고 영혼은 접촉했는 캐릭터의 이야기속 운명이 삽입된다(예:안나수이가 늑대와 7염소 이야기에 염소와 접촉하였고 안나수이의 외형은 늑대로 변하며 이야기처럼 엄마염소한테 가위로 배가 갈라질 운명이 삽입돼었다)
- 스카이 하이(리키엘)

```
디오의 3아들(죠르노 제외)중 한명의 스탠드.
원래 스탠드가 없었지만 푸치에 의해 얻게 되었다.스탯은 지속력과 사정거리제외 전부없음이다. 능력은 미확인 생물인 '로드'를 조정하는 것이다. 이 '로드'는 근처에 있는 타 생물의 체온을 빼앗는 것으로, 이를 이용해 각종 병이나 장애를 심어줄 수 있다.
```

- 드래곤즈 드림(켄조)

```
자아가 있는 스탠드. 작중에서 적인지 아군인지 햇갈릴정도로 중립이다(ex:푸파에게 자신의 능력 설명,푸파가 한눈팔때 한눈팔면 안된다고 훈수둠,등) 이때문에 사용자가 짜증내기도 하였다.허나 스탠드는 상대를 때리지는 않지만 상대에게 맞지도 않는다.
```

능력은 길 과 흉 을 알려주는 능력이다. (좀 많이 복잡한 능력이다) 길 흉 의 그위치는 도분초와 표기는 정확하게 표기되며 드래곤즈 드림이 나온다.사용자의 공격이 길에 놓인 드래곤즈 드림에 들어가면 상대는 어떤 일이 있어도 공격을 맞는다. 상대가 흉에 놓인 드래곤즈 드림에 들어가면 피할 수 없는 공격을 받는다.상대가 드래곤즈 드림에 들어가면 일시적으로 신체부위가 떨어지고 반드시 맞는 공격을 맞는다.(그리고 신체부위가 다시 붙는다)하지만 스탯은 지속력A제외 전원 없음이다.
거기에 능력의 조건과(사용자가 풍수에 대해 알아야함) 중립적인 자아때문에 사용하기 드럽게 힘든스탠드(그래도 스탠드 사용자는 그나마 잘씀)
- 플라크톤(푸 파이터즈)

```
사실상 스탠드가 주인임 샘이다.
전신이 플라크톤(스탠드)들로 이루어져있다.
그래서 신체가 잘려나가도 다시 복구가 가능하다.
(그래서 드래곤즈 드림(켄조)상대로는 엄청유리하다.)
```

파괴력B 스피드A여서 전투쪽에서도 좋다. 그리고 스탠드(플라크톤)들을 여러가지로 사용할 수 있다

### 7부
"일순 후의 세계의 스탠드"
- 터스크(죠니 죠스타)

터스크 act1
죠니의 손톱을 회전시킨다. 이 손톱은 총처럼 쏠 수가 있고, 바닥에 대어 빠르게 이동할 수 있다.  스탠드를 사용하기 위해서는 유해(유체)를 지니고있어야한다.
터스크act2
act1보다 향상된 모습을 보이지만, 그와 동시에 단점도 생긴다. 더욱 정교하고 강하게 손톱을 쏠 수 있으나, 한 번에 여러 개를 쏘는것은 무리가 되었다. 손톱의 회복 역시 느려졌는데, 이는 허브나 허브티를 먹음으로 극복할 수 있다. act1때와 마찬가지로 스탠드를 사용하려면 유해(유체)가 필요하다.
터스크act3
회전하는 손톱탄으로 자기 자신을 쏴 발현한 '무한한 황금의 회전'. 무한히 소용돌이 치는 나선형 회전의 궁극적인 '지점'에서 자신의 육체를 구멍 속으로 휘감아 돌아 자신의 어떤 신체 부위만 따로 이동 시키는 것이 가능하다. 이 단계에서부터 유해(유체) 없이 스탠드를 사용하는 것이 가능해졌다.
터스크act4
무한한 황금의 회전에 말의 힘을 얻어 발현한 마지막 단계. 손톱탄의 파괴력이 더욱 상승했으며 맞은 상대에게 피해를 영원히 지속시킬 수 있다. 이 능력에 당한 상대는 그 자리에서 영원히 벗어날수 없으며, 발랜타인 대통령은 이 무한의 회전에서 벗어나기 위해 D4C로 다른 차원에서 또다른 자신을 데려왔지만, 영원히 풀리지 않아 몇번이나 죽는 고통을 경험해야 했다. 추가로, 이 능력은 THE WORLD의 정지된 시간 속에서도 유지되며, 유일한 해결책은 무한의 회전이 온 몸에 퍼지기 전에 그 부위만 절단해내는 것이다. 러쉬 기합은 '오라오라'이다.
- Dirty Deeds Done Dirt Cheap/D4C(퍼니 밸런타인)

물체와 물체 사이에 끼면 무수히 많은 다차원을 왕래할 수 있는 능력. 다른 차원의 물체나 인간끼리 접촉하면 파괴되어 서로 소멸해버리기 때문에 주의가 필요하다. 예외는 '본체 퍼니 밸런타인 대통령'뿐. 퍼니의 경우 큰 부상을 당한 경우 다른 차원의 자신에게 스탠드와 기억을 건네주고 돌아오면 부상 하나 없는 상태로 돌아올 수 있다. 추가적으로 '성스러운 유해'가 전부 모임으로서 발현되는 러브트레인이라는 기술이 있는데, 자신에게 오는 모든 불행을 차원 어딘가로 흘려보내고 행운만 남기는 기술이다. '유해가 있는 세계'가 기본 차원에 해당한다.
- 볼 브레이커(쟈이로 채팰리)

철구에서 나타났으며 크기가 작다. 접촉한 상대를 프로슈토의 더 그레이트풀 데드와 비슷하게 급속도로 노화시킨다. D4C의 러브트레인을 뚫고 공격을 할 수가 있다. 추가로, 볼 브레이커는 스탠드라고 언급된적이 없으며, 사실상 철구의 회전의 기술명에 더 가깝다.
스케어리 몬스터즈(디에고 브란도)
원래는 디에고의 스탠드가 아니였지만 원래스탠드사가 죽으며 디에고브란도 에게 갔다.
능력은 공룡화이다.
근거리에서 터스크의 손톱탄을 잡을정도로 반응속도가 빨라지며 후각도 좋아진다.
다른 생명체를 공룡화시킬 수 있다.
생물체의 크기에 따라 공룡의 크기가 달라진다. 곰은 굉장히 크게 변했고, 작은 생물체의 경우 작은 공룡이 된다.
원래는 종류가 한종류밖에 안됐지만 디에고는 여러종류의 공룡으로 변신시킬 수 있다.
(공룡화가된 생명체의 지능은그대로이며 정지된사물은 볼수없다)
- THE WORLD(평행세계의 디에고 브란도)

3부에서 DIO가 사용하던 스탠드와 마찬가지로 5초 정도의 시간을 정지시킬 수 있다. 3부의 더 월드와 달라진 점이라면 주로 나이프나 총과 같은 원거리 공격을 사용하며, 외형이 조금 더 호리호리해졌다.(3부 더월드가 시간을초월한속도 이라면 7부 THE WORLD는 우리가 흔히말하는 시간정지이다)
- 맨덤(링고 로드 어게인)

```
팔과 몸통 머리만 있는 반 인간형 스탠드.
그래서 그런지 스탯이 형편없다.
능력은 시간되돌리기이다.
단6초만 시간을 되돌릴수있다.
심지어 그시간을 다른 사람도 인지 할 수 있다
```

### 8부
- 소프트 & 웨트(히가시카타 죠스케)

파괴력C 스피드B 로 낮은 스텟을 보유함. 하지만 성장성A 에 능력은 감각을 빼앗는능력이라는 사기능력이다 ex)시각
사기능력이지만 스탯도 낮고 더군다나 사정거리가D여서 골드익스프리언스 보다 더 안 좋다
허나 8부는 두뇌전 이기 때문에 스텟이 낮아도 상관없고 파괴력C지만 벽을 부술정도여서 나름 좋은 쪽에 스탯인듯
- 원더 오브 유(토오루)

능력은 '액운' 씌우기. 러브 트레인과 비슷한 능력의 스탠드로, 특정 상대에게 액운을 씌워 주변 물건에 의해 피해를 받게끔 유도한다. 발동 조건은 상대방이 자신을 추적하거나 공격하기로 마음 먹는 것이다.
(사람으로 바꿀수도 있다)
- 펀 펀 펀 (몰라요)

거미같이 생긴 스탠드. 빨판 같은 것으로 사람의 신체 부위를 붙잡아 강제로 조종한다.
(하이어로펀트 그린과 흡사하다)

### 죠죠의 기묘한 모험 Eyes of Heaven
- Over Heaven (스타 플래티나, 더 월드)

진실을 조작하는게 가능하며 이전보다 훨씬 강해졌다. 기존의 시간 정지능력은 그대로 있으며 죠죠의 기묘한 모험 게임(죠죠의 기묘한 모험 Eyes of Heaven)에만 등장했다. 사용자는 죠타로, DIO뿐이다. DIO의 Over Heaven은 하양과 노랑이 배경으로 생겼다. 죠르노 죠바나의 G.E.R의 진실로 가지못하는 능력도 진실로 없애버린다. 게임속에선 퍼니 발렌타인이 계속 차원이동을 해도 자신의 앞에 퍼니 발렌타인이 있다는걸로 진실조작을 하여 퍼니 발렌타인을 자신앞으로 이동시킨다. 진실조작으로 회복, 능력무효화, 공격력 강화, 벼락 떨구기, 세뇌 등을 사용한다. 게임에서 죠타로에게 약점이 들통난다. 진실을 고쳐쓰기 위해서는 대상이 Over Heaven의 보라색 안개에 닿거나 대상을 가격해야 한다.